# Die Muppets (Film)
Die Muppets ist ein US-amerikanischer Puppenfilm aus dem Jahr 2011 von der Walt Disney Company. Der Film basiert auf der Muppet Show. Premiere hatte der Film am 12. November 2011, in Deutschland erschien der Film am 19. Januar 2012. Der Film hatte ein Budget von 45 Millionen US-Dollar und spielte weltweit mehr als 165 Millionen US-Dollar ein. Zudem erhielt der Film den Oscar für den besten Song für das Lied "Man Or Muppet".

## Handlung
Die ungleichen Brüder Gary und Walter wohnen in der idyllischen Kleinstadt Smalltown. Während Gary ein Mensch ist, ist Walter eine Puppenfigur. Walter, der im Laufe der Jahre immer mehr unter seiner geringen Körpergröße leidet, ist ein großer Fan der Muppet-Show, da er sich von diesen Figuren verstanden fühlt. Als Gary mit seiner Freundin Mary, einer Grundschullehrerin, zum gemeinsamen Jahrestag nach Los Angeles fährt, nimmt er seinen Bruder spontan mit, damit dieser endlich die Muppet-Studios besichtigen kann.
In Los Angeles angekommen müssen sie feststellen, dass der alte Glanz der Muppets schon lange nicht mehr vorhanden ist. Die Studios sind stillgelegt und heruntergekommen. Während einer dürftigen Führung trennt sich Walter von der Gruppe, um sich Kermits altes Büro anzusehen. Als er jemanden kommen hört, versteckt er sich und wird Zeuge einer Unterhaltung von Statler und Waldorf, als Vertreter der Muppets, mit dem Multimillionär Tex Richman. Dieser will die Muppet-Studios kaufen, angeblich um ein Muppet-Museum zu eröffnen. In Wahrheit will er sie jedoch abreißen lassen, um an die unter dem Studio verlaufende Ölquelle zu gelangen.
Walter, Gary und Mary machen sich daraufhin auf die Suche nach Kermit, dem einzigen Muppet, der noch in Los Angeles wohnt. Kermit lebt zurückgezogen in einer alten Villa und trauert den Zeiten der Muppet-Show nach. Walter gelingt es, ihn zu einer Neuauflage der Muppet-Show zu überreden, um dabei 10.000.000 Dollar an Spendengeldern einzunehmen. Deren Zahlung ist der einzige Weg, um Tex Richmans Knebelvertrag aufzulösen und so den Verkauf und das Ende der Studios abzuwenden. Gemeinsam machen sie sich auf den Weg, die alte Truppe wieder zusammenzubringen.
In einigen Einspielern wird das Schicksal der Muppets gezeigt. Fozzie arbeitet als Sänger einer Muppets-Coverband, der Moopets, und lässt sich schnell überzeugen, ein Comeback zu versuchen. Gonzo ist Besitzer einer gutgehenden Klempnerfirma. In Wirklichkeit hat er das Ende der Muppets jedoch nie verschmerzt und wartet seitdem darauf, wieder aktiv zu werden. Das Tier ist Mitglied einer Therapie-Gruppe, die ihre Aggressionsschübe mit Hilfe von Yogaübungen und dem Verzicht auf Reizworte (bei ihm z. B. „Trommeln“) in den Griff bekommen wollen. Mitglied dieser Gruppe ist auch der Schauspieler Jack Black.
Miss Piggy arbeitet in Paris bei der „Vogue“ als Chefredakteurin der Übergrößen-Abteilung. Sie und Kermit haben sich vor Jahren getrennt, weil Kermit ihr gegenüber nicht seine Gefühle offenbaren konnte, sondern die Show über alles stellte. Deshalb sagt sie auch zunächst ab und wirft die Muppet-Truppe aus ihrem Büro. Ein gemeinsames Abendessen mit Kermit endet im Streit, indem sie ihre endgültige Absage für ein Muppet-Comeback erteilt.
Zurück in Los Angeles versuchen die Muppets mit Garys Hilfe einen Fernsehsender zu überreden, ihre Spendenshow live zu übertragen. Durch Zufall entsteht beim Sender CDE eine Programmlücke von zweieinhalb Stunden, allerdings verpflichten sich die Muppets dazu, einen bekannten Schauspieler als Moderator zu gewinnen. Während Kermit alles daransetzt, einen würdigen Moderator zu finden, räumen die übrigen Muppets mit Hilfe von Walter und Gary das Theater auf und beginnen für die Show zu proben, die bereits in zwei Tagen über den Sender gehen soll.
In der Zwischenzeit hat auch Miss Piggy erkannt, dass sie immer noch an Kermit hängt und ihm helfen möchte. Sie reist aus Paris an und übernimmt fortan die Führung der Truppe, insbesondere bei der Suche nach einem Moderator. Kurzerhand entführen sie, der dänische Koch, Gonzo und das Tier Jack Black und zwingen ihn dazu, die Muppet-Show zu moderieren.
Die Beziehung von Gary und Mary gerät in eine ernste Krise, als Gary vor lauter Enthusiasmus über die Muppet-Show ihren Jahrestag vergisst. Mary fährt daraufhin zurück in ihre Heimatstadt. Aber auch die Beziehung der beiden Brüder leidet, da sich Walter von den Muppets stärker akzeptiert fühlt als in seinem menschlichen Umfeld in Smalltown. Beide erkennen, dass sie an einer Kreuzung in ihrem Lebensweg stehen und sich entscheiden müssen, ob sie Mensch oder Muppet sein wollen. Gary verlässt daraufhin Los Angeles und eilt zu Mary, während Walter Kermits Angebot annimmt, selbst an der Show teilzunehmen. Die Show beginnt um acht Uhr abends vor einem fast komplett leeren Theatersaal (nur einige Landstreicher suchen darin einen warmen Aufenthaltsort). Jack Black, an einen Stuhl gefesselt, versucht um Hilfe zu rufen und die Zuschauer dazu zu bewegen, die Polizei statt der Spendenhotline anzurufen. Gary und Mary, die die Übertragung im Fernsehen ansehen, beschließen, wieder nach Los Angeles zurückzukehren, um Walter und den anderen Muppets moralische Unterstützung zu leisten. Erst als eine dargebotene Nummer (ein Stunt von Gonzo mit einer Bowlingkugel) völlig daneben geht, dabei unfreiwillig komisch wirkt und deshalb zum Lachen reizt, geht die erste Spende ein. Die Zahl der Zuschauer vor dem Fernseher beginnt zu steigen und auch im Theater treffen neue Gäste ein.
Tex Richman ist alarmiert und bricht zum Theater auf, um die Show zu sabotieren. Er manipuliert zunächst die Stromversorgung, wird dabei jedoch von Gary und Mary aufgehalten. Daraufhin klettert er auf das Dach des Theaters, um die elektrischen Leitung vollständig zu zerstören. Ausgerechnet sein bislang untergebener Gehilfe, Onkel Tödlich, hält ihn davon zurück und wirft ihn vom Dach: Er habe erkannt, dass er im Herzen ein Muppet und kein Moopet sei!
Walter erleidet einen Anfall von Lampenfieber, als ihm klar wird, dass er für die Muppets auf die Bühne treten soll. Erst Gary kann ihn dazu überreden, sich endlich seinem Leben zu stellen und ein Wagnis einzugehen. Als letzter Akt des Abends steht Walter als Kunstpfeifer auf der Bühne und hat einen glänzenden Erfolg. Dabei gelingt es Tex Richman jedoch endgültig, die Show zu sabotieren und die Spendenhotline zu unterbrechen, unmittelbar bevor der Stand von 10.000.000 Dollar erreicht wird. Außerdem stellt sich heraus, dass die Anzeige der Spendensumme defekt ist und bisher anstatt fast 10 Millionen nur etwa 100.000 Dollar zusammengekommen sind und die Muppets somit sowieso weit entfernt davon waren, die nötigen 10 Millionen Dollar zusammenzubringen. Damit hat Tex Richman sein Ziel erreicht, das Theater endgültig zu kaufen.
Die Muppets verlassen daraufhin resigniert die Bühne und treten auf die Straße. Dort werden sie von einer rasenden Menschenmenge begrüßt, die sie zu ihrem Comeback beglückwünscht und die einstigen Stars feiert. Gary macht Mary einen Heiratsantrag, den sie mit „Mah Nà Mah Nà“ beantwortet. Zum Schluss erwischt Gonzo Tex Richman noch frontal mit der Bowlingkugel aus der missglückten Showeinlage. Danach gibt er den Muppets überraschend die Namenslizenz und das Studio zurück, was aber nichts mit einer Kopfverletzung zu tun habe, wie die Presse in einer Schlagzeile mitteilt.

## Produktion

### Puppenspieler, Darsteller und Synchronisation
Für die deutsche Synchronisation war die FFS Film- und Fernseh-Synchron GmbH zuständig. Oliver Rohrbeck schrieb das Synchronbuch und führte Regie im FSd Studio in Berlin, Ursula von Langen übernahm die Synchronregie im FSd Studio in München. Die Musikaufnahmen fanden im Jamzone Studio in München unter der Leitung von Thomas Amper statt. Amper übernahm außerdem einige der Gesangsparts und war als Teil der Backing Vocals zu hören.
| Rolle                             | Puppenspieler/Darsteller | Synchronsprecher                                 |
| --------------------------------- | ------------------------ | ------------------------------------------------ |
| Kermit, der Frosch                | Steve Whitmire           | Stefan Kaminski                                  |
| Statler                           | Steve Whitmire           | Thomas Reiner                                    |
| Beaker                            | Steve Whitmire           | Hartmut Neugebauer                               |
| Das Tier                          | Eric Jacobson            | Hartmut Neugebauer                               |
| Miss Piggy                        | Eric Jacobson            | Christian Gaul                                   |
| Fozzie Bär                        | Eric Jacobson            | Tom Deininger                                    |
| Sam, der Adler                    | Eric Jacobson            | Norbert Gastell                                  |
| Janice                            | David Rudman             | Katrin Zimmermann                                |
| Scooter                           | David Rudman             | Christina Hoeltel                                |
| 80er Roboter                      | Matt Vogel               | Wolfgang Ziffer                                  |
| Camilla, das Huhn                 | Matt Vogel               | Michele Sterr                                    |
| Lew Zealand                       | Matt Vogel               | Andreas Mannkopff                                |
| Sweetums                          | Matt Vogel               | Manfred Erdmann                                  |
| Sgt. Floyd Pepper                 | Matt Vogel               | Gerald Paradies                                  |
| Onkel Tödlich                     | Matt Vogel               | Donald Arthur                                    |
| Beauregard                        | Dave Goelz               | Donald Arthur                                    |
| Dr. Honigtau Bunsenbrenner        | Dave Goelz               | Mogens von Gadow                                 |
| Gonzo                             | Dave Goelz               | Bernd Simon                                      |
| Waldorf                           | Dave Goelz               | Hartmut Neugebauer                               |
| Dänischer Koch                    | Bill Barretta            | Hartmut Neugebauer                               |
| Bobo                              | Bill Barretta            | Klaus Sonnenschein Thomas Amper (Gesang)         |
| Dr. Goldzahn                      | Bill Barretta            | Uli Krohm Thomas Amper (Gesang)                  |
| Pepe, der Shrimp                  | Bill Barretta            | Oliver Rohrbeck                                  |
| Rowlf                             | Bill Barretta            | Michael Rüth                                     |
| Gary                              | Jason Segel              | Hubertus von Lerchenfeld Manuel Straube (Gesang) |
| Gary (jung)                       | Justin Marco             | Marcel Mann                                      |
| Mary                              | Amy Adams                | Giuliana Jakobeit Kerstin Heiles (Gesang)        |
| Walter                            | Peter Linz               | Patrick Bach                                     |
| Walter als Mensch                 | Jim Parsons              | Thomas Amper (Gesang)                            |
| Jack Black                        | Jack Black               | Tobias Meister                                   |
| Leiterin der Therapiegruppe       | Kristen Schaal           | Nana Spier                                       |
| Miss Piggys Sekretärin            | Emily Blunt              | Bianca Krahl                                     |
| Assistent der Programmdirektorin  | Donald Glover            |                                                  |
| Alter Mann                        | Mickey Rooney            | Rainer Basedow                                   |
| Selena Gomez                      | Selena Gomez             | Gabrielle Pietermann                             |
| Neil Patrick Harris               | Neil Patrick Harris      | Philipp Moog                                     |
| Restaurant Bedienung              | Sarah Silverman          | Claudia Urbschat                                 |
| Veronica, Network Executive       | Rashida Jones            | Tanja Geke                                       |
| Tex Richman                       | Chris Cooper             | Jan Spitzer                                      |
| Fremdenführer                     | Alan Arkin               | Jan Spitzer                                      |
| Moderator bei ‘Schlag den Lehrer‘ | Ken Jeong                | Axel Malzacher                                   |
| Landstreicher Joe                 | Zach Galifianakis        | Olaf Reichmann Ulli Essmann (Gesang)             |
| Whoopi Goldberg                   | Whoopi Goldberg          | Regina Lemnitz                                   |
| Judd Hirsch                       | Judd Hirsch              |                                                  |
| Rico Rodriguez                    | Rico Rodriguez           |                                                  |
| Animool, Drummer der Moopets      | Dave Grohl               |                                                  |

### Musik
In der Verfilmung wurden sowohl bestehende Lieder verwendet als auch neue komponiert. Alte Songs der Muppets sind beispielsweise Mah Nà Mah Nà aus der Muppet-Show oder der bereits 1979 nominierte The Rainbow Connection. Der Soundtrack wurde am 22. November 2011 veröffentlicht. Sam, der Adler, Rowlf, Dr. Speckschwarte und Beaker singen eine Barbershop-Version von Smells Like Teen Spirit, bei der sich Jack Black beschwert: "Ihr verstümmelt einen der besten Songs aller Zeiten." Das ehemalige Nirvana-Mitglied Dave Grohl hat vorher schon einen Cameo-Auftritt als Animool. Das Lied Man or Muppet wurde 2012 mit dem Oscar als Bester Song ausgezeichnet.
| Titel                                                   | Deutscher Titel                       | Künstler | Komponist                                                                             |
| ------------------------------------------------------- | ------------------------------------- | --- | ------------------------------------------------------------------------------------- |
| „Muppet Show Theme Song“ (featuring Joanna Newsom)      | „Muppet Show Thema“                   | Die Muppets | Sam Pottle, Jim Henson                                                                |
| „Life’s a Happy Song“ featuring Feist and Mickey Rooney | „Alles Ist Grandios“                  | Jason Segel, Amy Adams und Walter | Bret McKenzie                                                                         |
| „Pictures in My Head“ (produced by Bret McKenzie)       | „Erinnerung“                          | Kermit und die Muppets | Jeannie Lurie, Aris Archontis, Chen Neeman                                            |
| „Me and Julio Down by the Schoolyard“                   | „Me and Julio Down by the Schoolyard“ | Simon | Paul Simon                                                                            |
| „Rainbow Connection (Moopets Version)“                  | „Pechoolo Casino“                     | Fozzie und die Moopets | Paul Williams, Kenneth Ascher                                                         |
| „We Built This City“                                    | „We Built This City“                  | Starship | Bernie Taupin, Martin Page, Dennis Lambert, Peter Wolf                                |
| „Me Party“                                              | „Mit Mir Allein“                      | „Amy Adams, Miss Piggy“ | Bret McKenzie, Paul Roemen                                                            |
| „Let's Talk About Me“ (featuring Nathan Pacheco)        | „Ich Bin Tex Richman“                 | Chris Cooper | Ali Dee Theodore, Bret McKenzie                                                       |
| „Man or Muppet“                                         | „Bist Du Ein Mann Oder Ein Muppet?“   | Jason Segel, Walter, Muppet Gary und Jim Parsons | Bret McKenzie                                                                         |
| „Smells Like Teen Spirit“                               | „Smells Like Teen Spirit“             | Das Muppets Barbershop Quartet | Kurt Cobain, Dave Grohl, Krist Novoselic                                              |
| „Forget You“                                            | Forget You                            | „Camilla und die Hühner“ | Christopher „Brody“ Brown, Peter Hernandez, Cee Lo Green, Philip Lawrence, Ari Levine |
| „The Rainbow Connection“                                | „Glücks-Regenbogen“                   | Kermit, Miss Piggy, the Muppets | Williams, Ascher                                                                      |
| „The Whistling Caruso“                                  | „The Whistling Caruso“                | Walter | Andrew Bird                                                                           |
| „Life’s a Happy Song (Finale)“                          | „Alles Ist Grandios (Finale)“         | Walter, Jason Segel, Amy Adams, Kermit, Miss Piggy, Uncle Deadly, Scooter, Fozzie, Marvin Suggs, Chris Cooper, Statler und Waldorf, Bobo the Bear, Beaker und die Muppets | McKenzie                                                                              |
| „Mah Nà Mah Nà“                                         | „Mah Nà Mah Nà“                       | Mahna Mahna and the two Snowths | Piero Umiliani, George Shearing, George David Weiss                                   |

### Kostüme
Da Miss Piggy eine Redakteurin der Vogue spielt, spielen Kleidung und Mode eine wichtige Rolle in dem Film. Für die Produktion arbeiteten mehrere namhafte Designer, die Kostüme für die Muppets entwarfen. So trägt Kermit zeitweise einen Smoking von Brooks Brothers. In der Szene, in der Miss Piggy The Rainbow Connection singt, wurde die Puppe von Zac Posen ausgestattet. Auch trägt sie im Film die auffallenden Schuhe mit roter Sohle von Christian Louboutin, die speziell für die Puppe gestaltet wurden.

## Marketing und Kontroversen im Vorfeld
Der Moderator Eric Bolling kritisierte im Fox Business Network den Film im Vorfeld, da er kritisch gegenüber Großunternehmen eingestellt sei: im Grunde handle es sich bei den Muppets um „kommunistische Propaganda“. Der Angriff sorgte für viel Häme und führte dazu, dass mit # #GOPMuppetHearings ein eigener populärer Twitter-Hashtag entstand. Auch gab er den Muppets-Machern selber ausführlich Gelegenheit, auf Kosten von Fox den Film zu bewerben. Über Miss Piggy sagten sie: „Der Vorwurf ist fast so lachhaft, als würden wir sagen, dass in Fox News tatsächlich News gesendet würden.“

## Fortsetzung
Am 1. Mai 2014 kam die Fortsetzung Muppets Most Wanted, ebenfalls unter der Regie von James Bobin, allerdings ohne jeglichen Beitrag von Jason Segel, in die deutschen Kinos. Er begründete dies damit, er hätte seinen „Job damit getan, die Muppets wieder zurück ins Rampenlicht zu bringen“. Das Drehbuch stammt von Bobin und Nicholas Stoller. Der US-amerikanische Kinostart war im März 2014.

## Kritiken
Die Muppets erhielt durchweg positive Kritiken. Von 204 ausgewerteten Kritikern bei Rotten Tomatoes erhielt der Film zu 95 % positive Bewertungen.
David Kleingers (Spiegel Online) lobte den Film. Er schrieb, The Muppets sei „ein fulminantes Kino-Comeback“; die Puppen tanzten nun wieder mit der „Verve der frühen Tage“. Kleingers hob die „wie immer großartige Amy Adams“ und die Mitarbeit Jason Segels am Drehbuch hervor.

„Denn nicht nur der charmant-subversive Humor der Plüschfreaks reizt das Zwerchfell und wärmt das Herz: Die satirisch überhöhten Musicaleinlagen versprühen ebenso pure Lebensfreude wie die Cameos bekannter Showgrößen. All das macht „Die Muppets“ zu einem der fröhlichsten Filme der letzten Jahre. Fazit „Applaus, Applaus, Applaus!!!“ Rundum gelungenes Comeback der abgedrehtesten Showtruppe der Welt.“

Sight & Sound lobte den Verzicht auf modische Gadgets wie CGI in der Filmtechnik oder den Verzicht darauf, unbedingt Smartphones oder das Internet in die Handlung einzubringen – damit unterscheide sich der Film zum positiven von anderen aktuellen Remakes. Im Gegensatz zeigten die unzynische Handlung und die präsente Mischung aus Idealismus und popkultureller Weisheit, wie zeitlos die Muppets als Figuren seien. Es bleibe das unbehagliche Gefühl, einen sich kapitalismuskritisch gebenden Film zu sehen, der von der Walt Disney Company produziert wurde.
Albert Baer würdigte den Film: 

„Es ist […], und das im besten Sinne, anachronistisches, hinreißend altmodisches Kino, fern von allem neumodischen Firlefanz, mit dem uns Hollywood in den letzten Jahren immer wieder bestürmt hat.“